# Tetsuya Okayama
Tetsuya Okayama (født 27. august 1973) er en tidligere japansk fodboldspiller.
Han har spillet for flere forskellige klubber i sin karriere, herunder Nagoya Grampus Eight og Albirex Niigata.